# Dendrochilum gibbsiae
Dendrochilum gibbsiae är en orkidéart som beskrevs av Robert Allen Rolfe. Dendrochilum gibbsiae ingår i släktet Dendrochilum och familjen orkidéer. Inga underarter finns listade i Catalogue of Life.